# ジェニー・リヴェラ
ジェニー・リヴェラ（Jenni Rivera、1969年7月2日 - 2012年12月9日）は、アメリカ合衆国の歌手、女優。